# Mohamed Bouldini
Mohamed Bouldini (in arabo محمد بولدينى‎?; Casablanca, 27 novembre 1995) è un calciatore marocchino, attaccante del Deportivo La Coruña.

## Carriera
Dopo i primi anni in Marocco al Raja Casablanca ed all'IR Tanger, nel 2018 approda in Europa firmando con i portoghesi dell'Oliveirense. Debutta in Segunda Liga il 1º settembre in occasione dell'incontro pareggiato 1-1 contro il Mafra.
Nel 2020 passa all'Académica dove si rende protagonista di una stagione molto prolifica con 13 reti in 29 partite; nel 2021 viene acquistato dal Santa Clara, militante in Primeira Liga.

## Statistiche

### Presenze e reti nei club
Statistiche aggiornate al 26 settembre 2021.
| Stagione        | Squadra         | Campionato      | Campionato | Campionato | Coppe nazionali | Coppe nazionali | Coppe nazionali | Coppe continentali | Coppe continentali | Coppe continentali | Altre coppe | Altre coppe | Altre coppe | Totale | Totale |
| Stagione        | Squadra         | Comp            | Pres       | Reti       | Comp            | Pres            | Reti            | Comp               | Pres               | Reti               | Comp        | Pres        | Reti        | Pres   | Reti   |
| --------------- | --------------- | --------------- | ---------- | ---------- | --------------- | --------------- | --------------- | ------------------ | ------------------ | ------------------ | ----------- | ----------- | ----------- | ------ | ------ |
| 2015-2016       | Raja Casablanca | B1              | 7          | 1          | CM              | 0               | 0               |                    | -                  | -                  |             | -           | -           | 7      | 1      |
| 2016-2017       | Raja Casablanca | B1              | 5          | 0          | CM              | 0               | 0               |                    | -                  | -                  |             | -           | -           | 5      | 0      |
| 2017-2018       | IR Tanger       | B1              | 6          | 0          | CM              | 0               | 0               |                    | -                  | -                  |             | -           | -           | 6      | 0      |
| 2018-2019       | Oliveirense     | LdH             | 17         | 3          | CP+CdL          | 0               | 0               |                    | -                  | -                  |             | -           | -           | 17     | 3      |
| 2019-2020       | Oliveirense     | LdH             | 15         | 2          | CP+CdL          | 0+2             | 0+2             |                    | -                  | -                  |             | -           | -           | 17     | 3      |
| 2020-2021       | Académica       | LdH             | 29         | 13         | CP              | 2               | 1               |                    | -                  | -                  |             | -           | -           | 31     | 14     |
| 2021-gen. 2022  | Santa Clara     | PL              | 4          | 0          | CP+CdL          | 0+2             | 0               | UECL               | 2                  | 0                  |             | -           | -           | 8      | 0      |
| Totale carriera | Totale carriera | Totale carriera | 83         | 19         |                 | 6               | 2               |                    | 2                  | 0                  |             | -           | -           | 91     | 21     |

## Palmarès

### Club

#### Competizioni nazionali
- Coppa del Marocco: 1

Raja Casablanca: 2016-2017